# Campeonato Mundial de Atletismo de 2005 - 3000 m com obstáculos feminino
A competição dos 3000 metros com obstáculos feminino no Campeonato Mundial de Atletismo de 2005 foi realizada no Estádio Olímpico, em Helsinque, na Finlândia, ente os dias 6 a 8 de agosto de 2005.

## Recordes
Antes desta competição, os recordes mundiais e do campeonato nesta prova eram os seguintes:
| Tipo                  | Atleta           | Tempo   | Local     | Data               |
| --------------------- | ---------------- | ------- | --------- | ------------------ |
|                       | Gulnara Samitova | 9:01.59 | Heraclião | 4 de julho de 2004 |
| Recorde do campeonato |                  | '       |           |                    |

Os seguintes recordes mundiais ou do campeonato foram estabelecidos durante esta competição:
| Data        | Evento | Atleta                | Tempo   | Notas                 |
| ----------- | ------ | --------------------- | ------- | --------------------- |
| 8 de agosto | Final  | Dorcus Inzikuru (UGA) | 9:18.24 | Recorde do campeonato |

## Medalhistas
| Ouro                  | Prata                    | Bronze              |
| Dorcus Inzikuru (UGA) | Yekaterina Volkova (RUS) | Jeruto Kiptum (KEN) |

## Calendário
Todos os horários estão no horário local (UTC+2)
| Data        | Horário | Fase          |
| ----------- | ------- | ------------- |
| 6 de agosto | 12:05   | Eliminatórias |
| 8 de agosto | 20:35   | Final         |

## Resultados

### Eliminatórias
Qualificação: Os 3 primeiros de cada bateria (Q) e os 6 melhores tempos (q) avançam para as finais.
Bateria 1
| Pos. | Atleta              | Nacionalidade  | Tempo    | Notas                 |
| ---- | ------------------- | -------------- | -------- | --------------------- |
| 1    | Yelena Zadorozhnaya | Rússia         | 9:32.96  | Recorde do campeonato |
| 2    | Korene Hinds        | Jamaica        | 9:36.76  |                       |
| 3    | Salome Chepchumba   | Quênia         | 9:39.27  |                       |
| 4    | Minori Hayakari     | Japão          | 9:41.21  | Recorde asiático      |
| 5    | Bouchra Chaâbi      | Marrocos       | 9:41.82  | Recorde da temporada  |
| 6    | Lisa Galaviz        | Estados Unidos | 9:47.45  |                       |
| 7    | Lívia Tóth          | Hungria        | 9:51.03  |                       |
| 8    | Stephanie de Croock | Bélgica        | 9:54.78  |                       |
| 9    | Roisin McGettigan   | Irlanda        | 9:56.31  |                       |
| 10   | Clarisse Cruz       | Portugal       | 10:06.96 |                       |
| 11   | Andrea Mayr         | Áustria        | 10:07.61 |                       |
| 12   | Miranda Boonstra    | Países Baixos  | 10:09.91 |                       |

Bateria 2
| Pos. | Atleta                | Nacionalidade  | Tempo    | Notas            |
| ---- | --------------------- | -------------- | -------- | ---------------- |
| 1    | Wioletta Janowska     | Polónia        | 9:35.66  |                  |
| 2    | Mardrea Hyman         | Jamaica        | 9:38.75  |                  |
| 3    | Carrie Messner        | Estados Unidos | 9:39.68  | Recorde pessoal  |
| 4    | Jackline Chemwok      | Quênia         | 9:47.37  |                  |
| 5    | Rasa Troup            | Lituânia       | 9:47.47  | Recorde nacional |
| 6    | Élodie Olivarès       | França         | 9:49.28  |                  |
| 7    | Ida Nilsson           | Suécia         | 9:56.17  |                  |
| 8    | Nataliya Izmodenova   | Rússia         | 10:01.97 |                  |
| 9    | Rosa Morató           | Espanha        | 10:07.09 |                  |
| 10   | Fatiha Bahi Azzouhoum | Argélia        | 10:07.39 |                  |
| 11   | Dobrinka Shalamanova  | Bulgária       | 10:07.75 |                  |
| -    | Anni Tuimala          | Finlândia      |          | DNF              |

Bateria 3
| Pos. | Atleta              | Nacionalidade  | Tempo    | Notas                 |
| ---- | ------------------- | -------------- | -------- | --------------------- |
| 1    | Dorcus Inzikuru     | Uganda         | 9:27.85  | Recorde do campeonato |
| 2    | Jeruto Kiptum       | Quênia         | 9:29.21  | Recorde nacional      |
| 3    | Yekaterina Volkova  | Rússia         | 9:29.88  | Recorde pessoal       |
| 4    | Cristina Casandra\| | Roménia        | 9:37.19  |                       |
| 5    | Yamina Bouchaouante | França         | 9:42.18  | Recorde pessoal       |
| 6    | Elizabeth Jackson   | Estados Unidos | 9:45.24  |                       |
| 7    | Inês Monteiro       | Portugal       | 9:47.19  |                       |
| 8    | Habiba Ghribi       | Tunísia        | 9:51.49  | Recorde nacional      |
| 9    | Türkan Bozkurt      | Turquia        | 9:56.61  |                       |
| 10   | Valentyna Horpynych | Ucrânia        | 9:59.29  |                       |
| 11   | Jo Ankier           | Grã-Bretanha   | 10:12.50 |                       |

### Final
A final ocorreu dia 8 de agosto às 20:35.
| Pos.              | Atleta              | Nacionalidade  | Tempo    | Notas                 |
| ----------------- | ------------------- | -------------- | -------- | --------------------- |
| Medalha de ouro   | Dorcus Inzikuru     | Uganda         | 9:18.24  | Recorde do campeonato |
| Medalha de prata  | Yekaterina Volkova  | Rússia         | 9:20.49  | Recorde pessoal       |
| Medalha de bronze | Jeruto Kiptum       | Quênia         | 9:26.95  | Recorde nacional      |
| 4                 | Korene Hinds        | Jamaica        | 9:33.30  | Recorde nacional      |
| 5                 | Salome Chepchumba   | Quênia         | 9:37.39  |                       |
| 6                 | Yelena Zadorozhnaya | Rússia         | 9:37.91  |                       |
| 7                 | Cristina Casandra   | Roménia        | 9:39.52  |                       |
| 8                 | Mardrea Hyman       | Jamaica        | 9:39.66  |                       |
| 9                 | Elizabeth Jackson   | Estados Unidos | 9:46.72  |                       |
| 10                | Bouchra Chaâbi      | Marrocos       | 9:47.62  |                       |
| 11                | Yamina Bouchaouante | França         | 9:48.48  |                       |
| 12                | Minori Hayakari     | Japão          | 9:48.97  |                       |
| 13                | Inês Monteiro       | Portugal       | 9:50.35  |                       |
| 14                | Wioletta Janowska   | Polónia        | 10:00.03 |                       |
| 15                | Carrie Messner      | Estados Unidos | 10:11.20 |                       |

Legenda
| Recorde mundial       | Recorde mundial (World record)               |                       | Recorde africano                      | Recorde africano (African) |                                           | Q | Classificado por posição (Qualified) |
| Recorde do campeonato | Recorde do campeonato (Championship record)  | Recorde da América    | Recorde da América (Americas)         | q                          | Classificado por melhor tempo (Qualified) |   |                                      |
| Melhor marca do ano   | Melhor marca do ano (World leading)          | Recorde asiático      | Recorde asiático (Asian)              | DNS                        | Não largou (Did not start)                |   |                                      |
| Recorde nacional      | Recorde nacional (National record)           | Recorde europeu       | Recorde europeu (European)            | DNF                        | Não terminou (Did not finish)             |   |                                      |
| Recorde pessoal       | Recorde pessoal do atleta (Personal best)    | Recorde da Oceania    | Recorde da Oceania (Oceania)          | DSQ / DQ                   | Desclassificado (Disqualified)            |   |                                      |
| Recorde da temporada  | Recorde da temporada do atleta (Season best) | Recorde sul-americano | Recorde sul-americano (South America) | NM                         | Sem marca (No mark)                       |   |                                      |